# Дзено, Ана Мария
Ана Мария Дзено (Зено) де Луке (исп. Ana María Zeno de Luque; 7 июня 1922, Росарио, Санта-Фе, Аргентина— 1 августа 2011, Росарио, Санта-Фе, Аргентина) — аргентинский врач, гинеколог, сексолог, психолог, профессор, доктор медицины. Правозащитница.
Специалист в области проблем полового воспитания и социальной медицины.

## Биография
Дочь известного аргентинского хирурга. В 1948 году получила медицинскую степень в Национальном университете «Дель — Литораль» в г. Санта-Фе, в 1968 году стала доктором медицины.
В 1970-х годах одной из первых в стране и в Латинской Америке стала заниматься проблемами в области контрацепции.
Была пионером в вопросах женской репродуктивной системы. В то время, когда в Аргентине вопросами сексуального воспитания никто не занимался, А. М. Дзено занялась подготовкой консультантов и специалистов в этой области. Будучи гинекологом, она поощряла открытие мест в больницах для оказания помощи подросткам с сексуальными проблемами, заявляя о важности обсуждения этих вопросов и проведения политики в области сексуального и репродуктивного здоровья.
В 1978 году А. М. Дзено была одним из основателей «Ассоциации сексуального образования Росарио» (ARES), а в 1983 году Института сексологии А. Кинси (Росарио).
Несмотря на то, что её дочь в 1976 г. исчезла во время военной диктатуры в Аргентине, А. М. Дзено продолжала борьбу за права женщин.